# Sokna
Sokna är en tätort i Ringerike kommun i Buskerud fylke i sydöstra Norge. Tätorten hade 567 invånare den 1 januari 2009 och ligger i Soknedalen, mellan älvarna Sogna och Verkenselva. Riksväg 7 och Bergenbanan går genom orten. Här finns en järnvägsstation från tiden då orten fortfarande var en hållplats längs Bergenbanan.